# Inselkanal

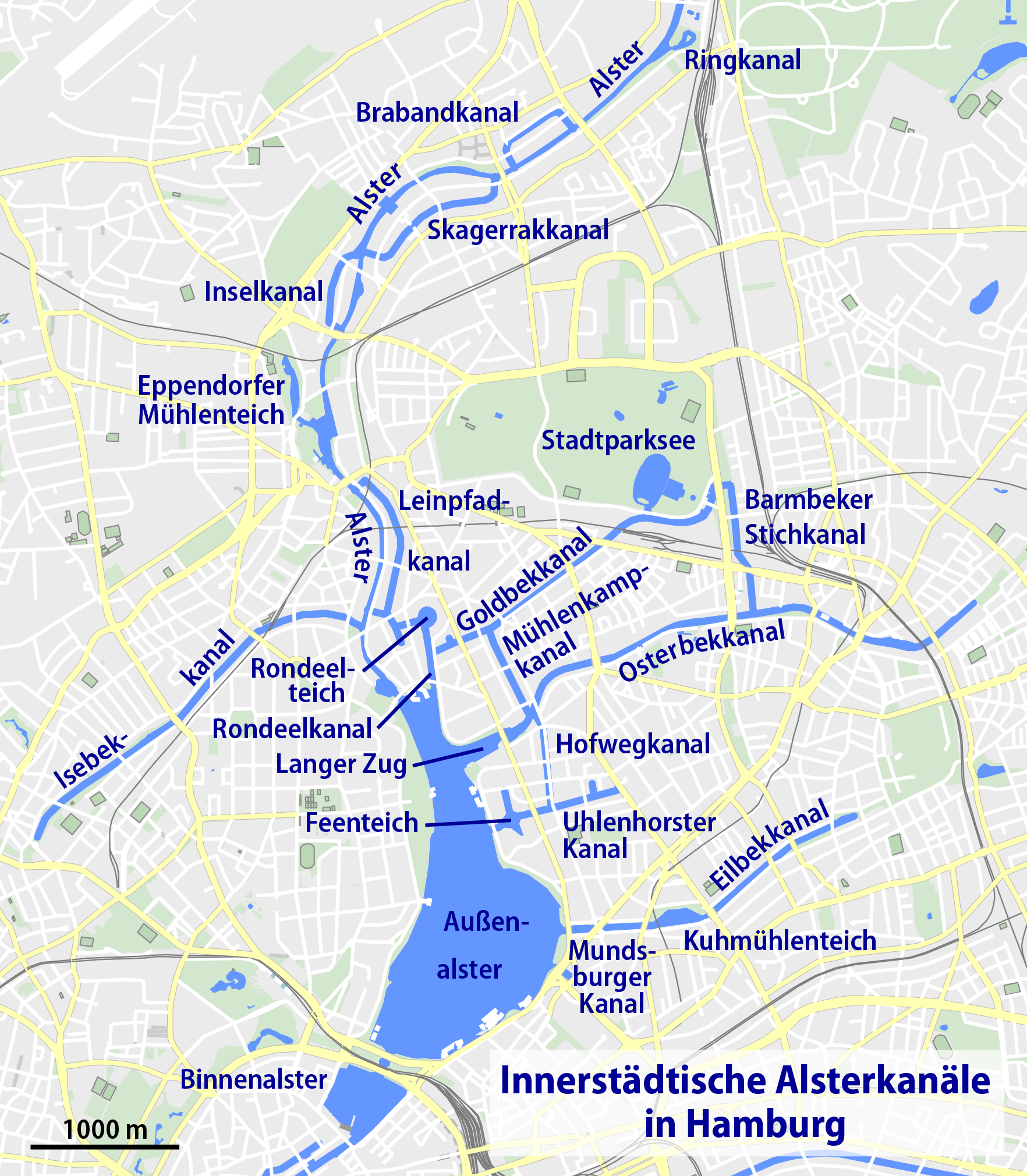
Der Inselkanal im Norden des Alsterverlaufs

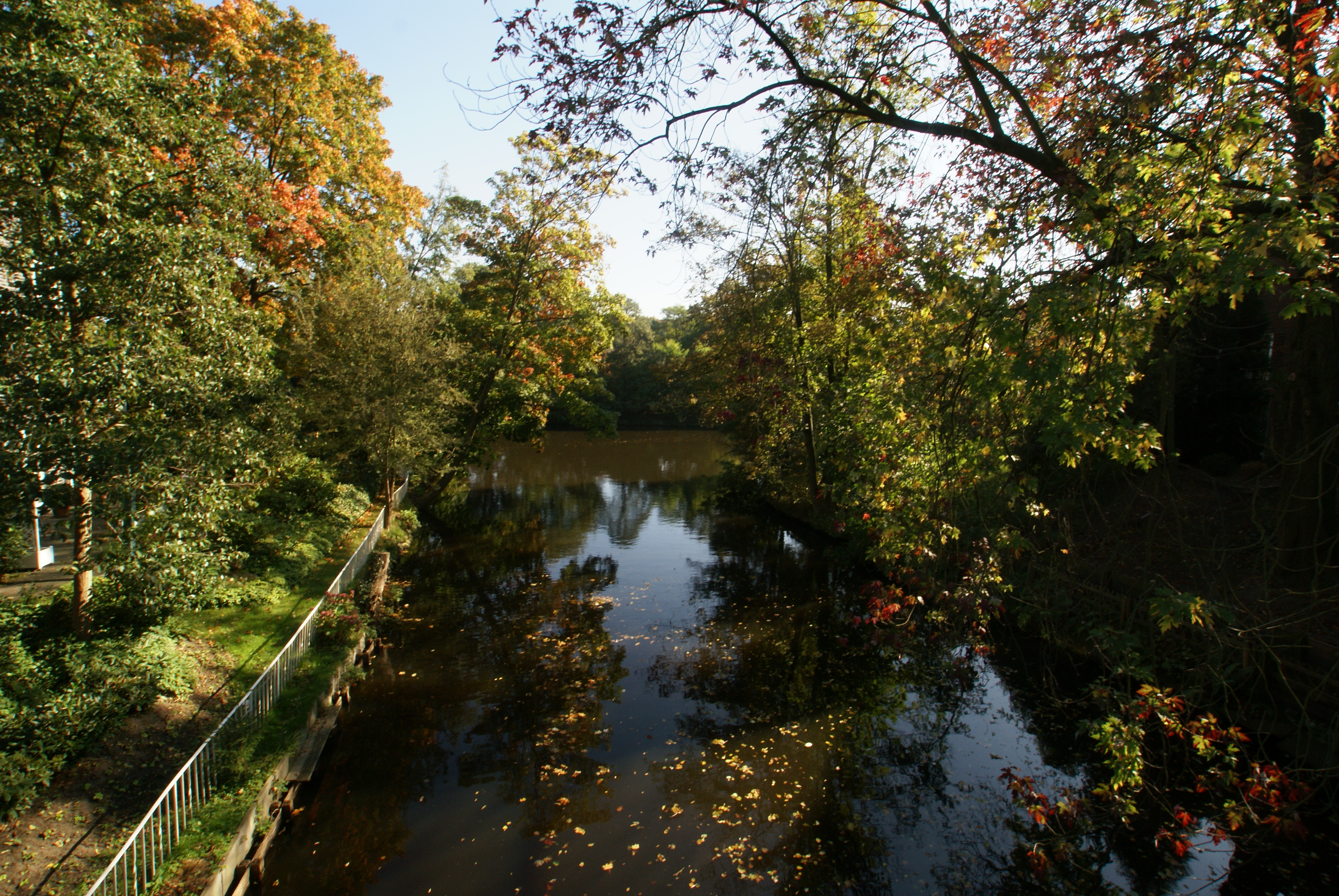
Inselkanal

Der Inselkanal ist ein Seitenkanal der Alster in Hamburg-Alsterdorf. Er ist 620 Meter lang und durchgängig 15 Meter breit.
Der Kanal zweigt kurz hinter an der Einmündung des Skagerrakkanals in die Alster rechts ab (Lage) und verläuft parallel zur Alster in südsüdwestlicher Richtung. Nach 90 Metern unterquert er die Reichstagsbrücke mit der Wilhelm-Metzger-Straße. Nach 500 Metern biegt er in östliche Richtung ab, wird von der Inselbrücke mit der Inselstraße überquert und mündet wieder in die Alster (Lage), kurz bevor diese von der Deelbögebrücke (Ring 2) gequert wird. Die künstliche Insel zwischen Alster und Inselkanal ist 480 Meter lang und bis zu 130 Meter breit und wird durch die Inselstraße erschlossen. Am westlichen Ufer des Inselkanals verläuft ein Fußweg.
Der ehemalige Verlauf der Alster wurde 1913 bis etwa 1918 von Ohlsdorf bis Winterhude begradigt. Dabei entstanden neben dem Ringkanal als Rest des Alsteraltlaufs auch die drei parallel zur Alster verlaufenden Brabandkanal, Skagerrakkanal und Inselkanal, um mehr Bauen am Wasser zu ermöglichen.
Der Name der Kanals bezeichnet, dass er zusammen mit der Alster eine Insel schafft. Er ist ein Gewässer erster Ordnung.

## Nachweise
1. ↑  Geoportal Hamburg, abgerufen am 8. November 2019
2. ↑  Sven Bardua: Schleuse Fuhlsbüttel vom Abriss bedroht! (PDF; 5,4 MB) In: bredelgesellschaft.de. Willi-Bredel-Gesellschaft Geschichtswerkstatt e. V., 2010, abgerufen am 17. Juli 2025.
3. ↑  Horst Beckershaus: Die Hamburger Straßennamen – Woher sie kommen und was sie bedeuten, 6. Auflage, CEP Europäische Verlagsanstalt, Hamburg 2011, ISBN 978-3-86393-009-7
4. ↑  Hamburgisches Wassergesetz (HWaG) in der Fassung vom 29. März 2005, abgerufen am 1. März 2020

- Karte mit allen Koordinaten:
- OSM |
- WikiMap